# Raimundtheater

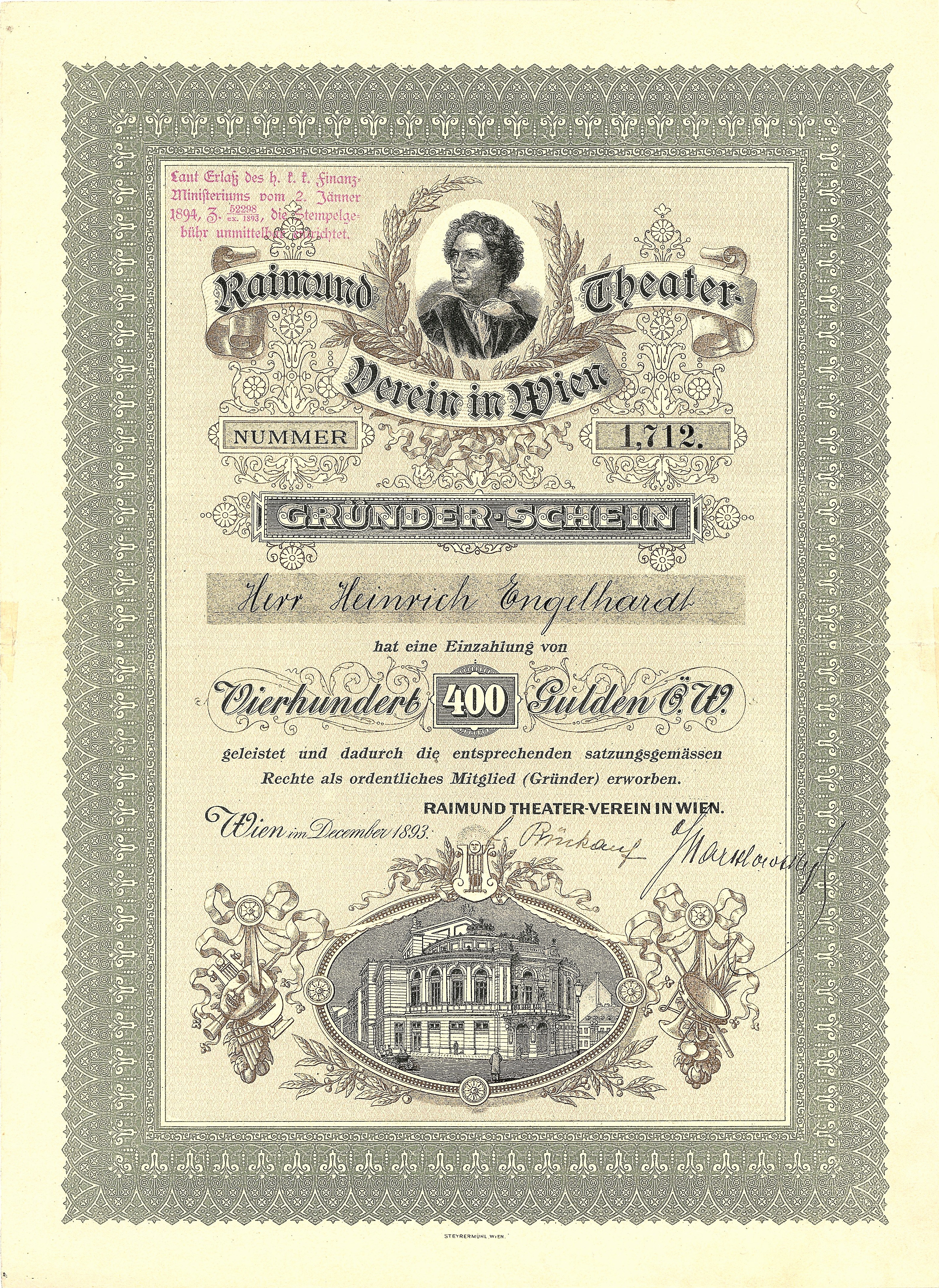
Certificat de fondateur du Raimund Theater-Verein à Vienne de 400 florins, émis en décembre 1893, avec portrait du dramaturge Ferdinand Raimund

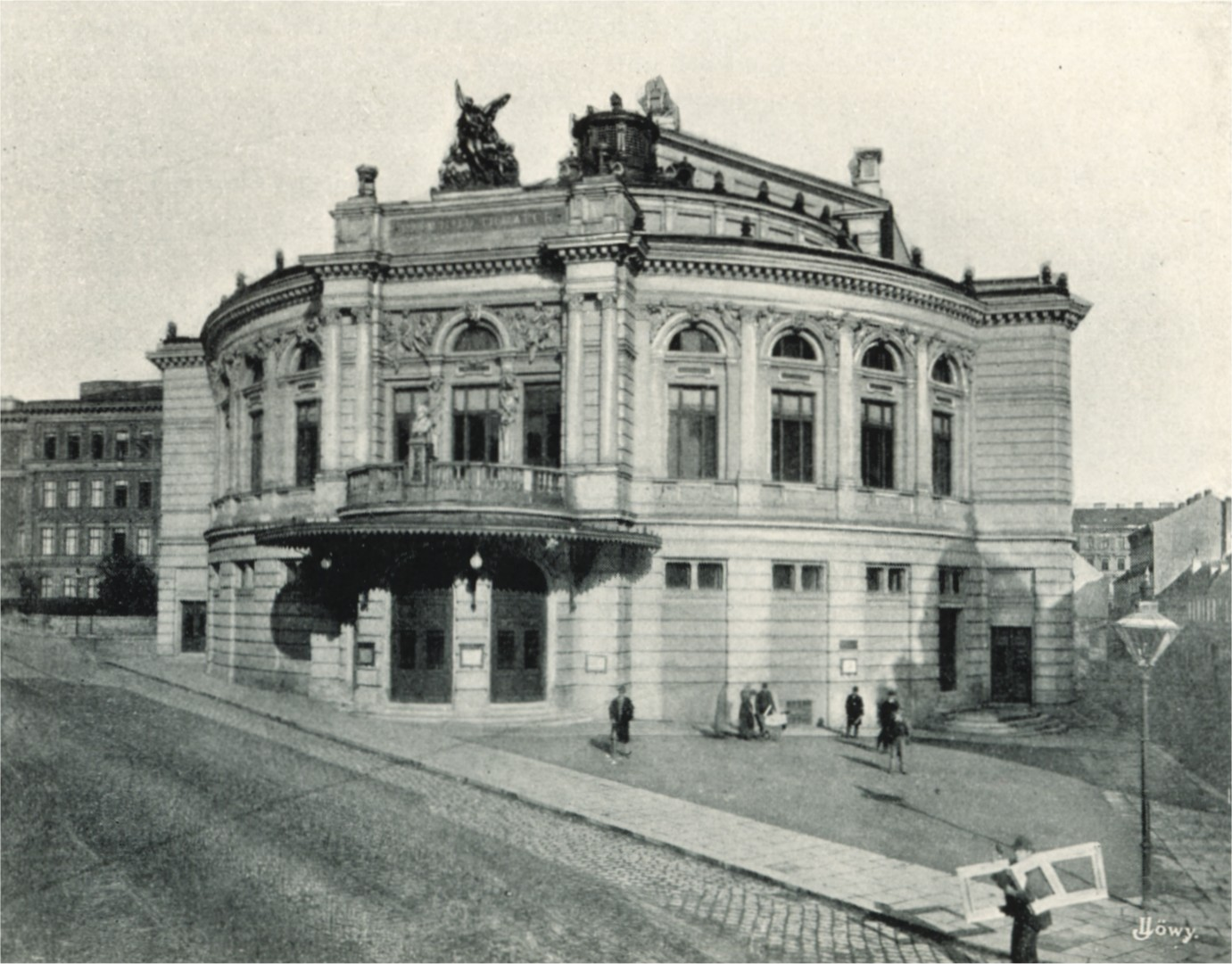
Le Raimundtheater en 1898.

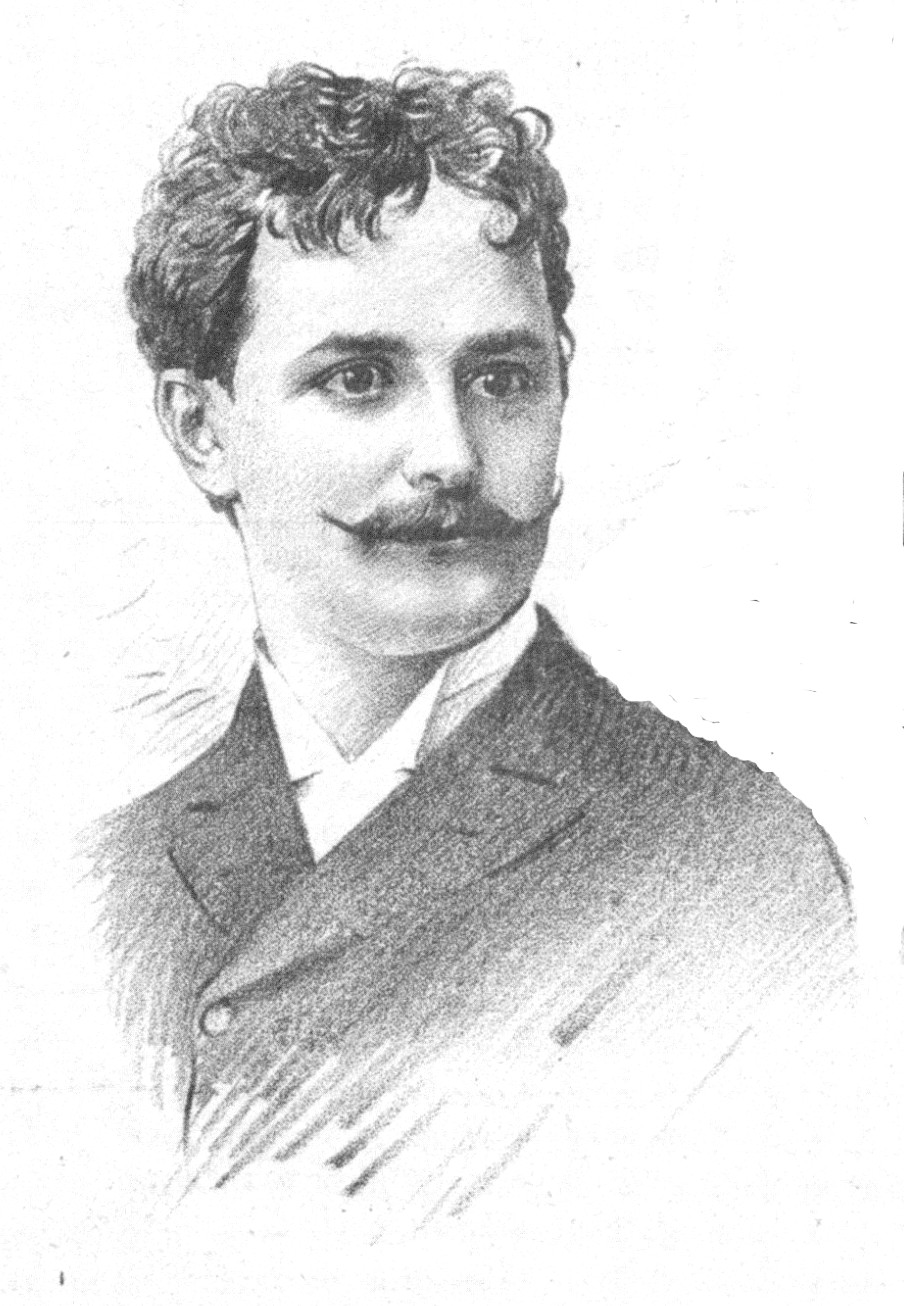
Josef Klein a joué au Raimundtheater.

Le Raimundtheater (aujourd'hui Raimund Theater) est un théâtre situé dans le 6e arrondissement de Vienne, Mariahilf (Wallgasse 18-20).
Le théâtre a été nommé d'après le nom du dramaturge autrichien Ferdinand Raimund en 1893 par une association de citoyens. Il a été fondé à Vienne le 28 novembre 1893.
Jusqu'en 1896 ce théâtre était sous la direction d'Adam Müller-Guttenbrunn qui a, avec son conseiller artistique Hermann Bahr, présenté du théâtre classique, avec une scène populaire, contre-pied aux opérettes  bourgeoises. Alexander Girardi, Eleonora Duse, Max Reinhardt, Louise Dumont et Adele Sandrock y ont joué.
Wilhelm Karczag, sous-directeur, l'a dirigé à partir de 1908 : l'opérette d'alimentation, par exemple, et l'auto-production Der Zigeunerbaron de Johann Strauss fils, en 1908 toujours, ou Fille de la chance de Robert Stolz, musique de Franz Schubert. De 1921 à 1924, il fut sous la direction de R. Beer, et des pièces parlées y ont surtout été jouées.
Après 1945, la direction fur remise à Rudolf Marik, et de 1948 à 1976, il y produisit des opérettes avec Johannes Heesters, Marika Rökk, Zarah Leander et d'autres acteurs et chanteurs qui y ont connu un point culminant.
De nombreux acteurs ont commencé leur carrière au Raimundtheater : Hansi Niese, Paula Wessely, Attila Hörbiger, Karl Skraup.
Après 1976 - et de manière sporadique - des comédies musicales y ont trouvé place. Dans les années 1984 et 1985, le théâtre a été rénové.
Depuis 1987, il appartient conjointement aux Theater an der Wien et Ronacher, scène d'État de Vienne. C'est depuis un lieu où se jouent opérettes et comédies musicales.
On y joue aussi des comédies musicales de langue française connues comme La Belle et la Bête (avec Ethan Freeman et Caroline Vasicek dans les rôles principaux), Le Bal des vampires (avec Steve Barton et Cornelia Zenz), Wake Up d'Alexander Goebel et Rainhard Fendrich, et enfin Barbarella de Nina Proll dont le rôle-titre est interprété par Eva-Maria Marold.
En février 2005 a eu lieu la première française de Roméo et Juliette avec Lukas Perman et Marjan Shaki dans les deux rôles titres.
Le 28 septembre 2006 Rebecca a tenu sa première mondiale.
Le 24 janvier 2008, la première de la comédie musicale de Queen et Ben Elton We Will Rock You a fait trembler les murs du Raimundtheater.

## Pièces importantes
- Der Kellermeister, opérette de Carl Zeller, le 21 décembre 1901
- Das Glücksmädel, opérette de Robert Stolz, le 28 octobre 1910
- Das Zirkuskind, opérette de Edmund Eysler, le 18 février 1911
- Das Dreimäderlhaus, opérette de Heinrich Berté, le 15 janvier 1916
- Die Liebe geht um, opérette de Robert Stolz, le 22 juin 1922
- Die Jungfrau von Paris, opérette de Friedrich Schröder, le 19 décembre 1969
- Le Bal des vampires, comédie musicale de Jim Steinman und Michael Kunze, le 4 octobre 1997
- We Will Rock You, comédie musicale de Queen et Ben Elton, le 26 janvier 2008